# 불가변력
불가변력(不可變力)은 자박력 또는 실질적 확정력이라고도 하며 행정법 상의 개념으로 처분청/감독청이 직권으로 행정행위를 자유로이 취소, 변경, 철회할 수 없는 효력을 말한다. 불가변력은 대상을 달리하는 동종의 행정행위에는 인정되지 않는다. 행정청이 불가변력에 위반된 행위를 한 경우는 취소사유에 해당한다. 불가변력은 당해 행정행위에 대해서만 인정되는 것이고, 동종의 행정행위라 하더라도 그 대상을 달리할 때에는 이를 인정할 수 없다는 것이 판례의 입장이다.(대판 1974.12.10, 73누129)

## 불가변력의 인정 범위
불가변력은 불가쟁력과 달리 일정한 행정행위에만 인정된다.
- 준사법적 행정행위 : 일정한 쟁송절차를 거쳐 행해지는 행위
- 확인행위
- 수익적 행정행위
- 공공복리
- 법률의 규정이 있는 경우

## 판례

### 과세처분에 관한 이의신청절차
과세처분에 관한 불복절차과정에서 과세관청이 그 불복사유가 옳다고 인정하고 이에 따라 필요한 처분을 하였을 경우에는, 불복제도와 이에 따른 시정방법을 인정하고 있는 위와 같은 법 규정들의 취지에 비추어 동일 사항에 관하여 특별한 사유 없이 이를번복하고 다시 종전의 처분을 되풀이 할 수는 없는 것이므로, 과세처분에 관한 이의신청절차에서 과세관청이 이의신청 사유가 옳다고 인정하여 과세처분을 직권으로 취소한이상 그 후 특별한 사유 없이 이를 번복하고 종전 처분을 되풀이하는 것은 허용되지아니한다

## 참고 문헌
- 김철용, 행정법, 고시계사, 2012. ISBN 9788958223832
- 김철용, 행정법입문, 고시계사, 2010. ISBN 9788958223061

## 같이 보기
- 불가쟁력
- 기판력
- 확정력
- 기속력
- 공정력
- 행정의 자기구속의 법리
- 신뢰보호의 원칙
- 금반언